# Ендовицкий, Валерий Юрьевич
Валерий Юрьевич Ендовицкий (род. 25 апреля 2000 года, Краснодарский край) — российский дзюдоист. Двукратный призёр чемпионатов Европы 2023 и 2025 годов. Двукратный чемпион России. Мастер спорта международного класса по дзюдо.

## Биография
Родился в г. Геленджик, Краснодарский край. Он начал заниматься дзюдо с 6 лет под руководством Ружицкого Дениса Николаевича в Новороссийске, в спортивном клубе имени Андрея Владимировича Фомина «Патриот». В 17 лет выполнил норматив «Мастера спорта России» по дзюдо. В 2019 стал победителем кубка Европы в Праге и серебряным медалистом командного чемпионата мира 2019 среди юниоров в Марокко в весовой категории до 90 килограмм. В 2020 году финишировал третьим на первенстве Европы среди юниоров и стал победителем чемпионата Европы до 23 лет 2021 года в супертяжелой весовой категории (свыше 100 кг). После победы на чемпионате Европы до 23 лет ему было присвоено звание «Мастера спорта России международного класса».
В 2022 году стал чемпионом России, в финале он одолел вице-чемпиона мира Инала Тасоева. Победитель международного турнира «Russian judo tour» им. В. С. Ощепкова. В 2023 году стал во второй раз чемпион страны, а также выиграл бронзовую медаль на чемпионате старого света. В феврале 2024 года выиграл турнир «Большого шлема» в Баку. В конце марте 2024 года стал третьим на турнире  «Большого шлема» в турецком городе Анталья. В мае 2024 года принял участие на чемпионате мира в Абу-Даби. В марте 2025 года стал финалистом турнира «Большой шлем» в Ташкенте.
26 апреля 2025 года на чемпионате Европы в Подгорице завоевал серебряную медаль. В финальной схватке уступил своему соотечественнику Иналу Тасоеву.
На клубных турнирах, Валерий представляет клуб «Урал-Западная Сибирь» (Свердловская область).

## Спортивные достижения
- Кубок Европы 2019 (90 кг) — ;
- Командный чемпионат мира среди юниоров 2019 (90 кг) — ;
- Первенство Европы среди юниоров 2020 — ;
- Чемпионат Европы до 23 лет 2021 — ;
- Большой шлем 2021 — 5;
- Дзюдо на Всероссийской спартакиаде 2022 — ;
- Чемпионат России по дзюдо 2022 (+100 кг) — ;
- Russian judo tour 2023 — ;
- Большой шлем 2023 (Астана) — ;
- Чемпионат России по дзюдо 2023 — ;
- Чемпионат Европы по дзюдо 2023 — ;
- Большой шлем 2024 (Баку, Абу-Даби) — ;
- Большой шлем 2024 (Анталья) — ;
- Большой шлем 2025 (Ташкент) — ;
- Чемпионат Европы по дзюдо 2025 — ;

## Личная информация
Валерий является курсантом Государственного морского университета им. адмирала Ф. Ф. Ушакова. 